# Гусейнов, Игамеддин Мехди оглы
Гусейнов Игамеддин Мехди оглы (азерб. Hüseynov İqaməddin Mehdi oğlu; род. 18 сентября 1996, Сабирабад) — азербайджанский манекенщик, актёр,певец. Победитель конкурса «Best Model of Azerbaijan» 2016 года. В 2017 году представлял Россию на международном конкурсе моделей «The Best Model of the World» во Франции, став победителем в номинации «Best Physıcs». Обладатель титула «Модель с лучшим телосложением» в Азербайджане. Являлся лицом рекламных кампаний многих модных марок: Hugo Boss, Ferrari, Royal Tag Lacoste, Mercedes, Albatros, Puma Elle, Lussovita, Emporium, Zeytuna и др.

## Биография
Игамеддин Гусейнов родился 18 сентября 1996 года в селе Салманлы Сабирабадского района Азербайджана. В 2003—2014 годах обучался в полной средней школе № 2 имени Асифа Музаффарова, расположенного в поселке Сарай Апшеронского района. Является выпускником бакинской академии «High Life Fashion & Model». После окончания академии начал актёрскую карьеру, а также стал профессионально заниматься модельным бизнесом. Увлекается велосипедным спортом и боксом.

## Карьера
После победы на конкурсе «Best Model of Azerbaijan» в 2016 году, начал профессиональную карьеру модели и актёра. Снимается во вногих рекламных роликах и музыкальных видеоклипах азербайджанских певцов, конкурсах, фотосессиях и показах моды. Является обладателем титула "Азербайджанской модели с лучшим телосложением.

### Работа в Турции
В 2017 году Иго Гусейнов переезжает в город Стамбул (Турция), где занимается модельным бизнесом и одновременно обучается актёрскому мастерству. Снимаясь в рекламных роликах, становится лицом многих мировых брендов, среди которых «Hugo Boss», «Royal Tag Lacoste», «Puma Elle», «Mercedes», «Ferrari», «Lussovita», «Emporium», «Albatros», «Zeytuna» и многие другие.

### Работа в России
Несмотря на то, что Иго Гусейнов родился в Азербайджане, он вырос в Санкт-Петербурге. Сотрудничает с модельными агентствами Москвы и Стамбула. Помимо этого, является актёром кинокомпании «Mid Wood». После переезда в Россию и удачной карьеры, в азербайджанской прессе получил титул «Самого красивого азербайджанца России».
В 2017 году представлял Россию на международном конкурсе моделей «Best Model of the World», финал которого прошел в столице Франции — Париже. По итогам голосования стал победителем в номинации «Лучшее телосложение».

## Личная жизнь
В январе 2019 года создал семью. Свадьба, прошедшая в романтической обстановке на берегу Каспийского моря вызвала большой резонанс в прессе. Супруга — Лейла Гусейнова, более известная под псевдонимом Лейла Ланд, является знаменитым модным блоггером и лицом многих зарубежных брендов, представленных в Баку.. Дочка — Эмили, мать — Арзу Гусейнова, отец — Мехди Гусейнов.

## Достижения
- 2016 — победитель конкурса «Best model of Azerbaijan».
- 8-12 декабря 2017 — на проходившем в столице Франции г. Париже международном конкурсе «The Best Model of the World» представлял Российскую Федерацию[17][18] и стал победителем в номинации «Best Physics».[19]
- 2017 — был почетным гостем на международном антальском кинофестивале в Турции, с участием звезд Голливуда[20].
- 2018 — вошел в состав жюри конкурса «Best model of Turkey 2018».

## Видеоклипы
- 2019 — Севда Яхъяева «Всё позади» (азерб. Keçmiş olsun)[21]
- 2019 — Аяз Бабаев «Как ангел» (азерб. Mələk kimi)[22]